# Jordanus van Giano
Jordanus van Giano (Giano, ca. 1195 - na 1262) was een Italiaans franciscaan. Waarschijnlijk was hij al diaken voor hij minderbroeder werd. Wanneer hij precies intrad bij de orde, is onzeker, maar het was voor 1219. In 1221 werd hij door het Mattenkapittel samen met een missie onder leiding van Caesarius van Spiers naar Duitsland gestuurd en van daaruit naar Salzburg om er de orde te helpen uitbouwen, maar reeds in 1222 was hij terug in Duitsland. Op 18 maart 1223 werd hij tot priester gewijd. In 1224 werd hij custos van Thüringen. In 1230 bracht Jordanus relikwieën van Franciscus van Assisi naar Duitsland. In 1238 ging hij met medebroeders naar de paus te Rome om klacht in te dienen tegen de generale overste van de orde, Elias van Cortona. Van 1242 tot 1243 was hij vicaris van Saksen. In 1262 dicteerde hij in opdracht van het kapittel van zijn provincie zijn herinneringen. Dit werk, de Kroniek van broeder Jordanus van Giano, is een zeer belangrijk en nog vaak aangehaald werk over de vroegste geschiedenis van de orde van de franciscanen in Duitsland. Niet lang daarna stierf hij en werd begraven in Maagdenburg.